# Marcomània

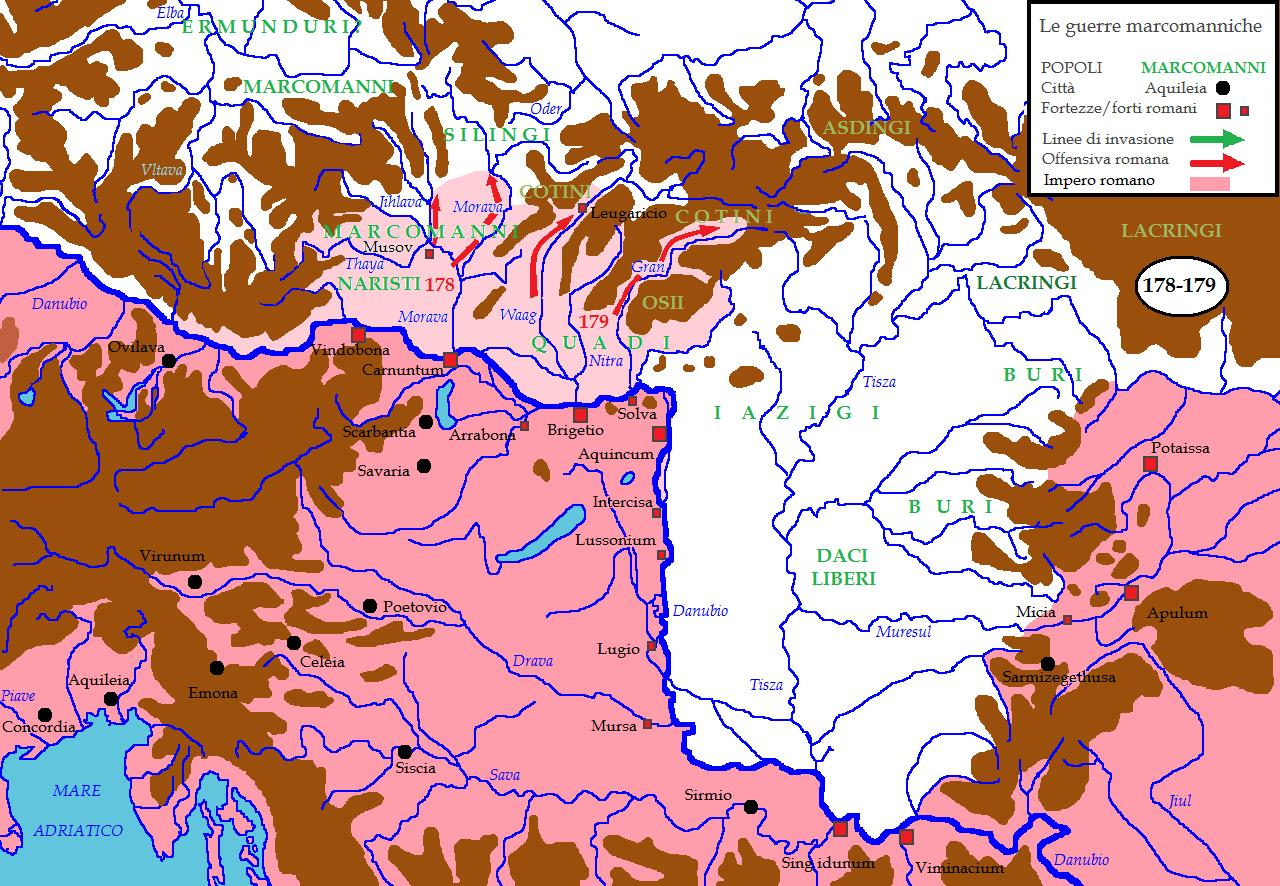
La zona rosa clar al nord del Danubi va ser ocupada temporalment pels romans els anys 178-179 i estava destinat a convertir-se en la nova província romana de Marcomània.

Marcomània o Marcomànnia era una proposta de província de l'Imperi Romà que Marc Aureli havia previst establir al final de les guerres Marcomanes, tal com s'explica a la Història Augusta. Va ser habitada per les tribus germàniques de marcomans i els quades, i es va quedar en la part occidental del que avui són Eslovàquia, Moràvia i la Baixa Àustria. Part de la zona va ser ocupada pels romans sota Marc Aureli entre els anys 174 i el 180. Els seus successors van abandonar el projecte, però la gent de la zona se'n van anar de manera constant romanitzant durant els pròxims dos segles. La influència romana va ser interrompuda amb les invasions d'Atil·la prop de l'any 434.

## Antecedents

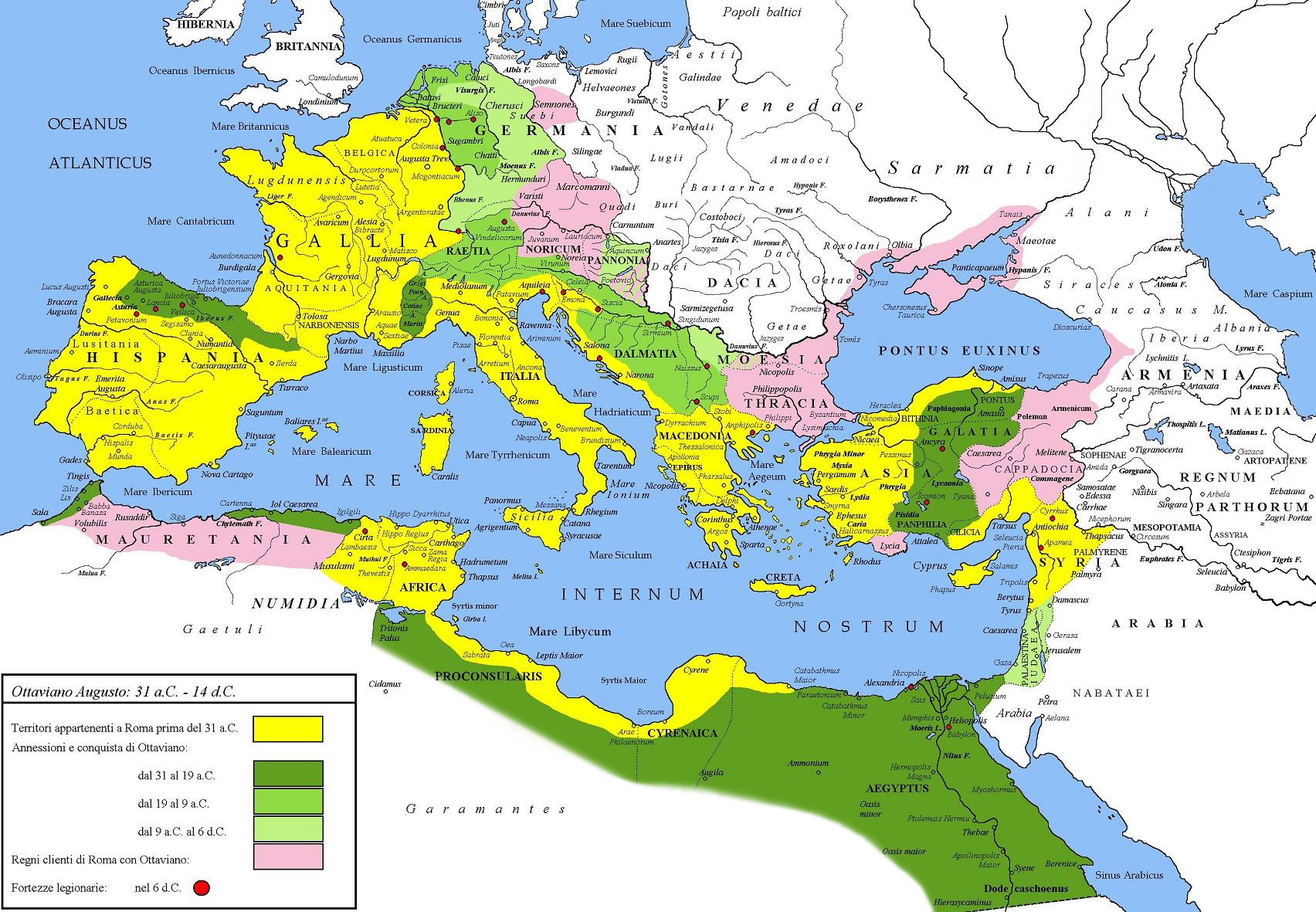
Extensió de l'Imperi Romà en temps d'August.
La llegenda groga representa l'extensió de la República l'any 31 abans de Crist-
Els tons de verd els territoris conquerits gradualment sota el regnat d'August.
Les zones de color rosa al mapa representen els estats satèl·lits.

El regnat d'August (27 aC - 14 dC) va iniciar un llarg període conegut com la Pax Romana. Malgrat les contínues guerres en les fronteres, i d'un any de guerra civil per la successió imperial, el món mediterrani es va mantenir en pau durant més de dos segles. August va ampliar l'imperi de manera espectacular amb l'annexió d'Egipte, Dalmàcia, Pannònia, i Raetia, va ampliar les possessions a l'Àfrica, i va completar la conquesta d'Hispània. Cap al final del seu regnat, els exèrcits d'August havien conquerit les regions alpines de Raetia i Noricum -modernes Suïssa, Baviera, Alemanya, Àustria, Eslovènia-, Il·líria i Pannònia -actuals Albània, Croàcia, Hongria, Sèrbia, i d'altres parts-.
Els romans i els seus exèrcits van ocupar una estreta franja de la riba dreta del Danubi i una petita part del sud-oest d'Eslovàquia -Kelemantia, Gerulata, castell de Devin-. El successor d'August, Tiberi (14 - 37) va voler conquerir tota Germània fins al riu Elba i l'any 6 dC va iniciar una expedició militar de la fortalesa de Carnunt a Mušov i més enllà. Tanmateix, es va veure obligat a abandonar la conquesta a causa d'una revolta a Pannònia.
L'expansió de l'imperi romà va establir i va mantenir una sèrie de llocs d'avançada just al nord i prop del Danubi. El més gran d'ells va ser Carnunt, les restes del qual es troben a mig camí en la carretera principal entre Viena i Bratislava, i Brigetio -actual Szöny a la frontera entre Eslovàquia i Hongria-. Els romans van donar suport al regne satèl·lit dels quades, una tribu germànica, per mantenir la pau a la zona mitjana del Danubi. Els marcomans eren una altra tribu germànica, segons l'historiador Tàcit per a «mantenir-se en primer lloc en força i renom». Marobod, al primer quart del segle i, va ser un governant de gran importància amb un extens imperi en el que avui dia és Bohèmia i que incloïa moltes altres tribus més petites, ell va ser completament independent de Roma. Més tard, una vegada exiliat Marabod a Itàlia, els marcomans van passar a ésser dependents dels romans.

## Història
Després de la creació delss fortificats Limites romani sobre el riu Danubi, l'Imperi Romà va intentar expandir-se a Europa central, sobretot durant el mandat de l'emperador Marc Aureli al segle ii. Va ser una iniciativa que va donar lloc a una conquesta efímera de les tribus germàniques que vivien en l'actual Eslovàquia occidental, la dels quades i la dels marcomans, durant les anomenades Guerres Marcomanes.
Sota August, els romans i els seus exèrcits van ocupar inicialment solament una prima franja de la riba dreta del Danubi i una petita part del sud-oest d'Eslovàquia. Tiberi volia conquerir tota la Germània fins al riu Elba, però es va veure obligat a aturar la conquesta a causa d'una revolta a Pannònia.

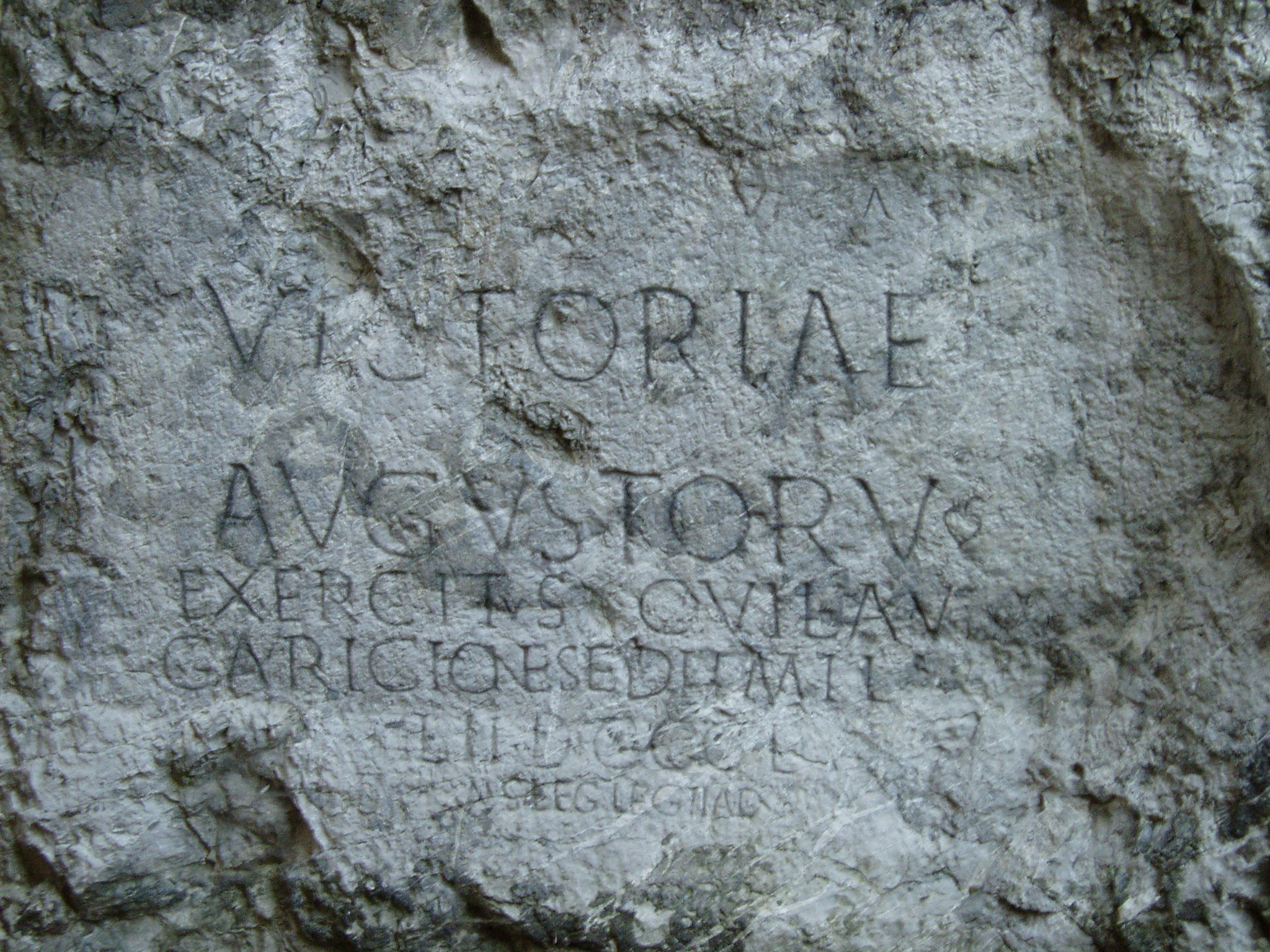
Inscripció romana que dona testimoni de la instal·lació d'un campament provisional romà a Laugarici sota el regnat de Marc Aureli.

Solament el 174 va enviar l'emperador Marc Aureli penetrar més profundament en les valls dels rius Váh, Nitra i Hron, on hi ha alguns campaments romans com Laugarici (actual Trenčín). A les ribes del riu Hron va escriure la seva obra filosòfica Meditacions. Els petits forts romans de Zavod i Suchohrad al riu Morava mostren una intenció de penetrar cap al nord de Bohèmia i Moràvia, i al riu Oder -potser també al sud de Polònia-.)
Marc Aureli volia crear una nova província romana anomenada Marcomània en aquests territoris conquerits, però la seva mort va donar fi al projecte. Els seus successors van abandonar aquests territoris, però -amb l'excepció de Valentinià I- van mantenir una relació relativament amistosa amb els bàrbars que vivien allà -que gaudia d'un gran grau de "romanització cultural" que encara es pot veure en alguns edificis prop de l'actual Bratislava a Stupava-.
La zona de la població germànica dels marcomans es van convertir al cristianisme al costat de la seva reina Fritigil, quan un viatger cristià procedent de Roma, poc abans del 397 va parlar sobre l'extraordinari bisbe de Milà Ambròs. A les ruïnes romanes de castell de Devin, es troba la primera església cristiana situada al nord del Danubi, que ha estat identificada probablement com construïda a començaments del segle v.
Uns anys més tard Àtila va devastar la zona i van començar les migracions massives que van destruir l'imperi Romà d'Occident. Mentrestant, l'àrea estava començant a ésser ocupat per eslaus. De fet, la primera font escrita que suggereix que els eslaus es van establir en el que avui és Eslovàquia, està connectada a la migració del poble germànic hèruls de la regió del Danubi medi cap als països escandinaus el 512. En aquest any, segons esmenta Procopi, passen primer «a través de la terra dels eslaus», molt probablement al llarg del riu Morava. Un grup d'indrets arqueològics a les valls dels rius Morava, Váh i l'Hron també suggereix que, els primers assentaments eslaus van aparèixer al territori al voltant del 500.Es caracteritzen per vasos de ceràmica similars als del grup «Mogila» del sud de Polònia i que tenen analogies amb la cultura Korchak i la seva ceràmica d'Ucraïna.

## Posterior influència romana
Quan Còmmode va aconseguir que Marc Aureli tingués poc interès en continuar amb la guerra. En contra del consell dels seus generals d'alt rang, va negociar un tractat de pau amb els marcomans i els quades, on va accedir a retirar-se al sud del Danubi. Còmmode va anar a Roma a la fi de l'any 180, on va ser celebrat com un triomf.
El procés de romanització de la població bàrbara va continuar en el període romà tardà (181-380). Molts edificis d'estil romà amb evidència de l'Imperi Romà van ser construïts en el que avui és el sud-oest d'Eslovàquia a Bratislava, Dúbravka, Cífer, i Veľký Kýr. La influència romana pot ser vista també en banys, monedes o àmfores de vidre que daten d'aquest període. Els marcomans es van convertir al cristianisme a la fi del segle iv, quan Fritigil, la seva reina, va obtenir ajut d'Ambròs, un important bisbe de Milà (Itàlia), i també va convèncer el seu marit per posar-se ell i el seu poble sota la protecció de Roma.